# Tokary
Tokary [pronunciación en polaco: /tɔˈkarɨ/] es un pueblo ubicado en el distrito administrativo (gmina) de Praszka, en el condado de Olesno, voivodato de Opole, Polonia. Según el censo de 2011, tiene una población de 52 habitantes.
Está situado aproximadamente a 7 kilómetros al este de Praszka, a 20 kilómetros al noreste de Olesno, y a 59 kilómetros al noreste de la capital regional, Opole.